# Америций-241
Америций-241 — изотоп америция. Простое вещество представляет собой металл серебристо-белого цвета. Интересной особенностью этого изотопа является свечение в темноте за счёт собственного альфа-излучения. Америций высокотоксичен. Его токсичность обусловлена в большей степени радиационными свойствами, чем химическими. Значение ПДК 241Am в воздухе составляет ~1·10−4 Бк/л, в водоёмах не более 70—80 Бк/л. Удельная активность — 3,5 Кюри/г (129 ГБк/г).

## Образование и распад
Америций-241 является дочерним продуктом
β−-распада изотопа плутония-241:
{\displaystyle \mathrm {{}^{2}{}_{94}^{41}Pu} \rightarrow \mathrm {{}^{2}{}_{95}^{41}Am} +e^{-}+{\bar {\nu }}_{e};}
электронного захвата ядром кюрия-241:
{\displaystyle \mathrm {{}^{2}{}_{96}^{41}Cm} +e^{-}\rightarrow \mathrm {{}^{2}{}_{95}^{41}Am} +\nu _{e};}
альфа-распада берклия-245:
{\displaystyle \mathrm {{}^{2}{}_{97}^{45}Bk} \rightarrow \mathrm {{}^{2}{}_{95}^{41}Am} +{}_{2}^{4}\alpha .}

Сам 241Am также нестабилен с периодом полураспада 432,6 года. При распаде америций-241 испускает альфа-частицы, а дочернее ядро нептуния-237 — каскад гамма-квантов и/или конверсионных электронов:
{\displaystyle \mathrm {{}^{2}{}_{95}^{41}Am} \rightarrow \mathrm {{}^{2}{}_{93}^{37}Np} +{}_{2}^{4}\alpha .}
Альфа-распад происходит в основном на возбуждённые уровни нептуния-237, лишь в 0,34 % случаев на основной уровень.

## Загрязнение окружающей среды после аварии на ЧАЭС
Экологическая опасность загрязнения окружающей среды америцием-241, произошедшего вследствие аварии на Чернобыльской АЭС, обусловлена возрастанием его концентрации со временем. Учитывая большой период полураспада америция, эта проблема будет актуальной на заражённых территориях ещё много лет. Америций концентрируется преимущественно в верхних слоях почвы. Однако, в отличие от изотопов плутония, подвижность которых составляет 4-15%, подвижность 241Am существенно выше (~30%), что увеличивает вероятность его попадания в живые организмы.
Соотношение активностей 241Аm/241Pu с каждым годом увеличивается. Если сразу же после аварии в 1986 году оно составляло 0,13±0,03, то за последующие 30 лет этот показатель увеличился в 20 раз за счет распада 241Рu и накопления 241Аm.

## Старение оружейного плутония
Так как Pu-241 обычно присутствует в только что выработанном оружейном плутонии, Am-241 накапливается в нем с распадом Pu-241. В связи с этим, он играет важную роль в старении плутониевого оружия. Свежеизготовленный оружейный плутоний содержит 0.5-1.0 % Pu-241, реакторный плутоний имеет от 5-15 % до 25 % Pu-241. Через несколько десятилетий почти весь Pu-241 распадется в Am-241. Энергетика альфа-распада Am-241 и относительно короткое время жизни создают высокую удельную радиоактивность и тепловой выход (106 Вт/кг, для примера у Pu-241 тепловой выход 3.4 Вт/кг). Большая часть альфа- и гамма-активности старого оружейного плутония обусловливается Am-241. Накопление Am-241 в плутониевом ядре создает сложности при хранении плутониевых зарядов, так как высокая радиоактивность негативно воздействует на элементы их конструкции и создает опасность для обслуживающего персонала. В связи с этим с определенной периодичностью (в среднем 8 лет для "свежего" оружейного плутония и через 15-30 лет для "старого") производится разборка плутониевых зарядов и переплавка плутониевого ядра с сопутствующей химической очисткой расплава от Am-241. 

## Применение
Америций-241 довольно часто используется в детекторах дыма. Его излучение ионизирует молекулы воздуха в чувствительной камере. Под действием электрического поля образующиеся положительные и отрицательные ионы создают ток, величина которого постоянно контролируется. При поступлении дыма в чувствительную камеру происходит уменьшение величины тока из-за объединения части ионов на поверхности частиц дыма. При снижении величины тока до порогового уровня происходит активизация детектора.